# Водичний (Зарічанське лісництво, квартал 14, виділи 23)
Водичний — заповідне урочище місцевого значення. Об'єкт розташований на території Надвінянського району Івано-Франківської області, Зарічанське лісництво, квартал 14, виділ 23.
Площа — 6,5000 га, статус отриманий у 1988 році.